# Кара-Холь (озеро)
Кара-Холь — озеро в Бай-Тайгинском кожууне Тывы в горах Западного Саяна. Одно из самых живописных озёр в республике, памятник природы регионального значения.
Озеро образовалось в тектоническом разломе на Алашском плато, вытянуто с севера на юг.
Площадь озера — 16,2 км², площадь водосборного бассейна — 1430 км². Длина озера — 12 км, ширина — 1,5 км.
С севера в озеро впадают реки Монагы и Элдиг-Хем, на юге вытекает Кара-Холь.
Берега заняты каменистыми осыпями, скалами, лесными массивами и небольшими пастбищами, не заселены. Около озера находится небольшой водопад. Озеро богато хариусом.
От отражения горных хребтов вода озера кажется чёрной, отсюда его название Кара-Холь, в переводе с тувинского — Чёрное озеро.